# Văgiulești
Văgiulești là một xã thuộc hạt Gorj, România. Dân số thời điểm năm 2002 là 3159 người.